# Thebacon
Thebacon (conosciuto anche con il nome di acedicone, o acetildemetildiidrotebaina cloridrato o acetildiidrocodeinone cloridrato) è un analgesico oppioide semisintetico, simile all'idrocodone e sintetizzato a partire dalla tebaina.
È commercializzato sia come sale bitartrato sia come sale cloridrato. In quest'ultimo caso dalla società farmaceutica Boehringer-Ingelheim, con il nome commerciale di Acedicone.

## Storia
È un narcotico analgesico di potenza intermedia ed è stato inventato in Germania nel 1924. Fu utilizzato principalmente in Europa anche come antitussigeno ma non è più in uso.

## Farmacodinamica
Per il meccanismo di azione acedicone sembra che possa essere classificato fra la morfina e la codeina. Ha effetto analgesico e ipnotico minore della morfina, ma maggiore della codeina, da cui non differisce sostanzialmente come sedativo della tosse.
Diidrocodeinone acetato esercita il suo effetto come un profarmaco di sostanze oppioidi più forti, e in particolare idromorfone, che si forma nel fegato da una via metabolica coinvolgente il citocromo P450 (CYP2D6).

## Farmacocinetica
Acedicone viene metabolizzato a livello epatico in diversi metaboliti. Il farmaco può essere identificato tramite specifiche analisi delle urine.

## Usi clinici
È indicato, per via orale oppure per iniezione ipodermica, in tutte le forme nelle quali occorre limitare lo stimolo della tosse, senza disturbare l'espettorazione, e anche nelle emottisi, in particolare in soggetti affetti da tubercolosi polmonare.

A scopo analgesico, in tutte le forme dolorose, è preferibile l'impiego per via ipodermica. Non svolge azione dannosa sul circolo, né sul respiro. Per questo motivo è stato quindi usato anche in soggetti con scompenso cardiaco.

## Effetti collaterali e indesiderati
Nei soggetti in trattamento il farmaco può determinare sonnolenza, vertigini, confusione mentale, secchezza delle fauci, irrequietezza, cefalea, allucinazioni. Nausea, vomito, disturbi della minzione, disturbi visivi e tendenza alla stipsi sono relativamente comuni.

Nei casi più gravi possono verificarsi aritmie cardiache, ipotensione arteriosa, depressione della respirazione.

## Avvertenze
Come per altre sostanze oppiacee l'uso cronico di thebacon può comportare dipendenza fisica e psicologica. Quando si è sviluppata dipendenza fisica e si interrompe improvvisamente il farmaco, si possono verificare sintomi da astinenza da oppiacei.